# 다이앤 베이커
다이앤 베이커(Diane Baker, 1938년 2월 25일 ~ )는 미국의 배우, 제작자이다. 《국제 음모》(1963)로 제21회 골든 글로브상 여우조연상 후보에 올랐다.

## 출연 작품

### 영화
- 안네의 일기 (1959)
- 마그마 탐험대 (1959)
- The Best of Everything (1959)
- 젊은이의 모험 (1962, Hemingway's Adventures of a Young Man)
- 300 스파르탄 (1962)
- Nine Hours to Rama (1963)
- 국제 음모 (1963)
- 공포의 환상 (1964, Strait-Jacket)
- 마니 (1964)
- 신기루 (1965)
- 자바의 동쪽 (1968, Krakatoa, East of Java)
- 양들의 침묵 (1991)
- 20달러의 유혹 (1993)
- 조이 럭 클럽 (1993)
- 네트 (1995)
- 케이블 가이 (1996)
- 커리지 언더 파이어 (1996)
- 머더 1600 (1997)
- 해리슨의 꽃 (2000)
- 마이티 윈드 (2003, A Mighty Wind)
- 헤밍웨이 & 겔혼 (2012)

### 텔레비전
- The Big Valley (1965)
- The Virginian (1966, 1969, 1971)
- The F.B.I. (1966)
- 도망자 (1967)
- The Invaders (1967)
- 보난자 (1967, 1971)
- 제6지대 (1971)
- 샌프란시스코 수사반 (1975)
- 여형사 페퍼 (1976)
- 형사 콜롬보 (1976)
- 코작 (1977)
- 사랑의 유람선 (1978)
- 꿈꾸는 낙원 (1983)
- 제시카의 추리극장 (1990, 1992)
- 시카고 메디컬 (1994)
- 못말리는 유모 (1998)
- ER (2000)
- 성범죄수사대: SVU (2001)
- 하우스 (2005)
- 라이 투 미 (2010)